# Wiata candelabrica
Wiata candelabrica är en insektsart som beskrevs av Irena Dworakowska 1981. Wiata candelabrica ingår i släktet Wiata och familjen dvärgstritar. Inga underarter finns listade i Catalogue of Life.